# F.C. Sangiuseppese
Câu lạc bộ bóng đá Sangiuseppese là một câu lạc bộ bóng đá Ý đến từ San Giuseppe Vesuviano, Campania.
Đội được thành lập vào năm 1936 tại San Giuseppe Vesuviano với tư cách là Câu lạc bộ bóng đá Sangiuseppese và đội đã chơi ở đây từ năm 1936 đến 2008. Sau khi phá sản vào năm 2008, nó đã được tiếp quản và đổi tên thành Câu lạc bộ bóng đá Neapolis Mugnano và chơi ở Mugnano di Napoli.

## Lịch sử

### Thành lập
Câu lạc bộ bắt đầu với cái tên Câu lạc bộ bóng đá Sangiuseppese, được thành lập vào năm 1936  tại thị trấn tỉnh San Giuseppe Vesuviano của tỉnh Naples. Câu lạc bộ mặc áo màu vàng và màu xanh, được biết đến ở Ý là gialloblù, bắt đầu giải đấu của họ ở Terza Divisione. Những mùa giải đầu tiên không thành công lắm và câu lạc bộ thường kết thúc ở đáy.
Sangiuseppese cuối cùng đã được thăng chức lên Seconda Divisione vào năm 1939, những nỗ lực của họ trong Division thứ hai đã cho thấy họ lọt vào tứ kết của nhóm cuối. Trong một thời gian ngắn sau Thế chiến II, câu lạc bộ đã chơi ở Serie C cho mùa 1946-47 và 1947-48. Sau đó câu lạc bộ rơi vào tình trạng mù mờ.
1970-1971 chứng kiến sự trở lại câu lạc bộ thành công đáng chú ý hơn, họ đang cạnh tranh trong Seconda Categoria và thăng hạng lên Prima Categoria. Bốn năm sau đó, câu lạc bộ đã thăng hạng lên Promozione Campania; huấn luyện viên câu lạc bộ trong giai đoạn này bao gồm Montalto, Improta, Sgambato, Ambrosio và Lovless tương ứng.
Sangiuseppese đã  thăng hạng lên giải đấu Interregionale sau năm 1980-81, tương đương ngày nay là Serie D. Những bàn thắng của Spilabotte đã giúp câu lạc bộ trong suốt hai mùa giải họ dành cho nó. Họ đã thi đấu với các câu lạc bộ như Crotone, Juve Stabia và Savoia trước khi xuống hạng.
Việc xuống hạng năm 1982, đội bóng khó có thể trụ hạng vì hai đội còn sống có cùng số điểm với họ, nhưng Sangiuseppese có hiệu số bàn thắng kém hơn. Sau khi xuống hạng, câu lạc bộ đã chơi trong các cuộc thi trong khu vực như Promozione Campania và sẽ chỉ được thăng hạng từ năm 1988.

### Pro Sangiuseppese ở Serie C2
Lần đầu tiên trong lịch sử của họ, câu lạc bộ đã được thăng hạng từ Serie D chỉ sau một mùa giải trở lại giải đấu, điều này có nghĩa là Sangiuseppese sẽ thi đấu tại Serie C2. Trong giải đấu, họ đã thi đấu một cách ấn tượng, kết thúc thứ 3 trong mùa đầu tiên của họ, bỏ lỡ cơ hội thăng hạng trước Ischia Isolaverde và Acireale.
Hai mùa giải tiếp theo, họ không gây ra mối đe dọa trong cuộc đua vô địch, nhưng liên tục kết thúc ở nửa đầu bảng. Đến năm 1994, câu lạc bộ đã bắt đầu suy giảm phong độ và chỉ một năm sau đó, họ phải chịu sự xuống hạng Serie D (được gọi là CND vào thời điểm đó). Họ đã không thể quay trở lại Serie C2 và sau khi kết thúc giữa bảng xếp hạng, Sangiuseppese trở nên không còn tồn tại vì những khó khăn tài chính vào năm 1996.
Tuy nhiên, đến năm 1997, câu lạc bộ đã được thành lập lại dưới cái tên Pro Sangiuseppese  sau khi một đội từ thành phố tên là Scalese hành động để đổi tên câu lạc bộ của họ để tiếp tục di sản của Sangiuseppese; Pro Sangiuseppese bắt đầu mùa giải đầu tiên của họ trở lại Promozione Campania, thành công trong mùa giải 1997-98. Điều này được tiếp nối bằng cách trở thành nhà vô địch của Eccellenza Campania, đánh bại Ottaviano một điểm.
Vào thiên niên kỷ mới, Pro Sangiuseppese đã trở lại Serie D, trở lại với vị trí thứ 4 bên trên các đội bóng được thành lập như Sorrento và Frosinone. Mặc dù sự thăng hạng đã lảng tránh họ, nhưng trên sân cỏ những năm 2000 có phần ổn định cho câu lạc bộ; họ đã hoàn thành trong top 10 trong bảy mùa liên tiếp. Ngoài sân cỏ, Sangiuseppese gặp vấn đề và phá sản năm 2006.